# Xaphoon
Lo xaphoon, conosciuto anche come maui xaphoon o bamboo sax, è uno strumento musicale a fiato della famiglia dei legni, ad ancia semplice, fatto di bambù. 

## Storia
Lo xaphoon è stato inventato negli anni settanta del XX secolo da un liutaio dilettante, Brian Wittman, e fabbricato per la prima volta alle Hawaii: il bambù di cui è costituito proviene dalle foreste dell'isola di Maui. L'ancia è la stessa utilizzata per il sassofono tenore.
Un complesso musicale di xaphoon si è costituito per la prima volta in Norvegia nel 2006; tra i professionisti che lo utilizzano vi è anche Mark Stewart, che fa parte della band che accompagna Paul Simon.

## Caratteristiche
Simile nella forma all'antico strumento chiamato salmoè, lo xaphoon, malgrado le piccole dimensioni, ha un suono vicino a quello del clarinetto; altri strumenti tradizionali simili sono il duduk e il guan.
Lo xaphoon è disponibile nelle chiavi di do, si bemolle e re (in altre chiavi solo su speciale richiesta fatta ai costruttori); in do misura circa 32 cm e ha nove fori (otto sul davanti e uno dietro). 
La diteggiatura è però completamente diversa da quella di un clarinetto; la tessitura normale copre circa un'ottava e mezza, e l'estensione massima raggiunge due ottave complete, interamente cromatiche.
In origine disponibile solo in bambù, dal 2000 lo xaphoon è stato prodotto anche in una versione in plastica a iniezione, solo in do: la qualità del suono rimane la stessa, e lo strumento risulta più resistente, più leggero e trasportabile (il nome commerciale è Pocket Sax) e anche più economico.